# CC Amfi
CC Amfi – wcześniej Nordlyshallen i Hamar Olympic Amphitheatre (norw. Hamar OL-Amfi i Hamar Olympiske Amfi). Kryte lodowisko położone w Hamar, na którym swoje mecze rozgrywa drużyna hokejowa GET-ligaen – Storhamar Dragons. Obiekt powstał w 1992 roku i może pomieścić 6 091 widzów.